# リュカ–レーマー・テストの証明
リュカ–レーマー・テスト（英語: Lucas–Lehmer primality test）とは、素数判定法の1つ。メルセンヌ数 Mn = 2n − 1 の素数判定のみに特化している。
名称は、フランスの数学者エドゥアール・リュカおよびアメリカの数学者デリック・ヘンリー・レーマーにちなんで名付けられた。
リュカ–レーマー・テストをさらに一般化した素数判定法であるリュカ–レーマー–リーゼル・テストも参照。

## 概要
初項 {\displaystyle S_{0}=4} 、漸化式 {\displaystyle S_{n+1}=S_{n}^{2}-2} 、一般項 {\displaystyle S_{n}=\omega ^{(2^{n})}+{\bar {\omega }}^{(2^{n})}} で定義される数列 S0 , S1 , S2 , ... について考える（ただし、 {\displaystyle \omega =2+{\sqrt {3}},\ {\bar {\omega }}=2-{\sqrt {3}}} 。）。
p が奇素数のとき、メルセンヌ数 Mp = 2p − 1 が素数であるための必要十分条件は、Sp−2 が Mp で割り切れることである。
なおフェルマー数にも、同様な素数判定の定理であるペパンの判定法が存在する。

## リュカ–レーマー・テストの証明
以下、Q = 2p − 1 とする。

### 十分性の証明
まず、Sp−2 ≡ 0 (mod Q) であれば、Q が素数であることを証明する。
Sp−2 ≡ 0 (mod Q) で、かつ Q が合成数だと仮定する。すると、Sp−2 は Q の一番小さい素因数 F を用いて Sp−2 = kF（kは自然数）と表せる。Sn の一般項から
{\displaystyle \omega ^{2^{p-2}}+{\bar {\omega }}^{2^{p-2}}=kF}
となる。
{\displaystyle \omega {\bar {\omega }}=1}なので、両辺に{\displaystyle \omega ^{2^{p-2}}}をかけて、
{\displaystyle \omega ^{2^{p-1}}+1=kF\omega ^{2^{p-2}}}
1を移項し、両辺を2乗すると、
{\displaystyle \omega ^{2^{p}}=k^{2}F^{2}\omega ^{2^{p-1}}-2kF\omega ^{2^{p-2}}+1.}
よって、
{\displaystyle \omega ^{2^{p}}\equiv {1}{\pmod {F}}}
となる。ここで、{\displaystyle a+b{\sqrt {3}}} と {\displaystyle c+d{\sqrt {3}}}（a, b, c, dは整数）で表される数を考えたとき、a ≡ c (mod F) かつ b ≡ d (mod F) の時に二つの数は F を法として合同であるとする。そして、
{\displaystyle G=\{g_{n}|g_{n}=a_{n}+b_{n}{\sqrt {3}}\equiv \omega ^{n}{\pmod {F}},\ 0\leqq a_{n}<F,\ 0\leqq b_{n}<F\}}
という集合 G ではどの要素 gn にも gngm ≡ 1 (mod F) となるような gm が存在する。つまり、集合 G には0は含まれない。よって、集合 G には最大で F 2 − 1 個の相異なる要素しか含まれない。gn = 1 となる n のうち最小のものを e とすると任意の自然数 r について gr = gje+r (jは0以上の整数) が成り立つ。よって 1 ≤ e ≤ F2 − 1 となる。
{\displaystyle \omega ^{2^{p}}\equiv {1}{\pmod {F}}}
より、2p は e の倍数。2p > e ならば、e = 2t (tは0以上p−1以下の整数)となる。言い換えれば 2p−1 は e の倍数となる。つまり、
{\displaystyle \omega ^{2^{p-1}}\equiv {1}{\pmod {F}}}
となるはずである。しかし、上の式、
{\displaystyle \omega ^{2^{p-1}}+1=kF\omega ^{2^{p-2}}}
より、
{\displaystyle \omega ^{2^{p-1}}\equiv {-1}{\pmod {F}}}
よって、2p = e となる。しかし、F は Q の一番小さい素因数なので、
{\displaystyle F\leqq {\sqrt {Q}}<2^{\frac {p}{2}}.}
よって、F2 − 1 < 2p となる。
よって、2p = e なので、F2 − 1 < e となり 1 ≤ e ≤ F2 − 1 と矛盾する。
よって、背理法により、Sp−2 ≡ 0 (mod Q) ということは、Q は素数であるということの十分条件である。

### 必要性の証明
次に p が奇素数であり、かつ Q が素数であれば、Sp−2 ≡ 0 (mod Q) であることを証明する。
この証明をするうえで、平方剰余の相互法則を使う。
まず、二項定理より、
{\displaystyle (1+{\sqrt {3}})^{Q}=1+{\begin{pmatrix}Q\\1\end{pmatrix}}({\sqrt {3}})+{\begin{pmatrix}Q\\2\end{pmatrix}}({\sqrt {3}})^{2}+...+{\begin{pmatrix}Q\\Q-1\end{pmatrix}}({\sqrt {3}})^{Q-1}+({\sqrt {3}})^{Q}}
Q は素数なので{\displaystyle {\begin{pmatrix}Q\\n\end{pmatrix}}={\frac {Q!}{n!(Q-n)!}}} は n = 0, Q の場合を除いて Q の倍数。よって、
{\displaystyle {\begin{aligned}(1+{\sqrt {3}})^{Q}&\equiv 1+({\sqrt {3}})^{Q}{\pmod {Q}}\\&=1+3^{\frac {Q-1}{2}}({\sqrt {3}})\\\end{aligned}}}
Q ≡ −1 (mod 4), 3 ≡ −1 (mod 4) で、平方剰余の相互法則により、
{\displaystyle \left({\frac {Q}{3}}\right)\left({\frac {3}{Q}}\right)={-1}}
Q = 2p − 1 = 2(2p−1 − 1) + 1 = 2((3 + 1)(p−1)/2 − 1) + 1 ≡ 12 (mod 3)よって
{\displaystyle \left({\frac {3}{Q}}\right)={-1},\left({\frac {Q}{3}}\right)=1.}
つまり、
{\displaystyle 3^{\frac {Q-1}{2}}\equiv {-1}{\pmod {Q}}}
が成り立ち、よって、
{\displaystyle (1+{\sqrt {3}})^{Q}\equiv {1+(-1){\sqrt {3}}}{\pmod {Q}}.}
両辺に{\displaystyle (1+{\sqrt {3}})\left({\frac {Q+1}{2}}\right)}を掛けて、
{\displaystyle (1+{\sqrt {3}})^{Q+1}\left({\frac {Q+1}{2}}\right)\equiv {-Q-1}{\pmod {Q}}.}
この式は{\displaystyle (1+{\sqrt {3}})^{2}=4+2{\sqrt {3}}=2\omega }を利用して、
{\displaystyle (Q+1)2^{\frac {Q-1}{2}}\omega ^{\frac {Q+1}{2}}\equiv 2^{\frac {Q-1}{2}}\omega ^{\frac {Q+1}{2}}{\pmod {Q}}\equiv {-1}{\pmod {Q}}}
とも書ける。
平方剰余の相互法則の第2補充法則{\displaystyle \left({\frac {2}{Q}}\right)=(-1)^{\frac {Q^{2}-1}{8}}={1}}により、
{\displaystyle 2^{\frac {Q-1}{2}}\equiv {1}{\pmod {Q}}.}
よって、
{\displaystyle \omega ^{\frac {Q+1}{2}}\equiv {-1}{\pmod {Q}}.}
ここで、{\displaystyle {\frac {Q+1}{2}}=2^{p-1}}なので、
{\displaystyle \omega ^{2^{p-1}}\equiv {-1}{\pmod {Q}}}
となる。両辺に{\displaystyle {\bar {\omega }}^{2^{p-2}}}を掛けて、
{\displaystyle \omega ^{2^{p-1}}{\bar {\omega }}^{2^{p-2}}=(\omega ^{2^{p-2}})^{2}({\bar {\omega }}^{2^{p-2}})=\omega ^{2^{p-2}}\equiv {-{\bar {\omega }}^{2^{p-2}}}{\pmod {Q}}.}
両辺に{\displaystyle {\bar {\omega }}^{2^{p-2}}}を足して、
{\displaystyle \omega ^{2^{p-2}}+{\bar {\omega }}^{2^{p-2}}=S_{p-2}\equiv {0}{\pmod {Q}}.}
よって、Sp−2 ≡ 0 (mod Q) であることは、Q が素数であることの必要条件である。
以上により、リュカ-レーマー・テスト
{\displaystyle S_{p-2}\equiv {0}{\pmod {Q}}\Longleftrightarrow \forall {u}\in \mathbb {N} [2\leqq {u}<Q\to {Q}\not \equiv {0}{\pmod {u}}]}
が示された。Q.E.D.

## 関連文献
- 中村滋『フィボナッチ数の小宇宙（ミクロコスモス）　フィボナッチ数、リュカ数、黄金分割』日本評論社、2002年9月30日。ISBN 4-535-78281-4。
  - 中村滋『フィボナッチ数の小宇宙（ミクロコスモス）　フィボナッチ数、リュカ数、黄金分割』（改訂版）日本評論社、2008年1月25日。ISBN 978-4-535-78492-5。
- Hardy, G. H.; Wright, E. M. (31 July 2008), Heath-Brown, Roger; Silverman, Joseph; Wiles, Andrew, eds., An Introduction to the Theory of Numbers (sixth ed.), USA: Oxford University Press, ISBN 978-0-19-921986-5
  - G.H.ハーディ、E.M.ライト（英語版）『数論入門』 I、示野信一・矢神毅翻訳、シュプリンガー・フェアラーク東京、2001年7月、89-90,114-116,137頁。ISBN 4-431-70848-0。 - 原書第5版（1979年）の邦訳。
  - G・H・ハーディ、E・M・ライト『数論入門』 I、示野信一・矢神毅翻訳、丸善出版、2012年1月、89-90,114-116,137頁。ISBN 978-4-621-06226-5。 - ハーディ＆ライト(2001)の復刊。
- 和田秀男『数の世界　整数論への道』岩波書店〈科学ライブラリー〉、1981年7月10日。ISBN 4-00-005500-3。 - 前編は1次式の整数論、後編は2次式の整数論。
- 和田秀男『コンピュータと素因子分解』（改訂版）遊星社(発行) 星雲社(発売)、1999年4月（原著1987年10月20日）。ISBN 4-7952-6858-4 ISBN 4-7952-6889-4。